# Martin Horký
Martin Horký foi um matemático e astrônomo boêmio, conhecido por ter contestado a validade das observações de Galileu Galilei dos satélites de Júpiter, alegando que eles eram o resultado de aberrações ópticas introduzidas pelas lentes.
Depois de poder usar o telescópio de Galileu durante uma estada em Bolonha, ele primeiro expressou suas dúvidas em uma carta de 1610 a Johannes Kepler, e depois de uma maneira mais articulada na obra Brevissima Peregrinatio Contra Nuncium Sidereum.
A contestação de Horký levou Kepler a fazer suas próprias observações, o que levou à confirmação das observações de Galileu.